# Docho-myeon
Docho-myeon (koreanska: 도초면) är en socken i kommunen Sinan-gun i provinsen Södra Jeolla i den sydvästra delen av Sydkorea, 330 km söder om huvudstaden Seoul. Den består av fyra bebodda öar och ett antal mindre obebodda öar. De två största öarna är Dochodo (44,0 km² / 2 522 invånare) och Uido (10,8 km² / 157 invånare).